# Liste der Monuments historiques in Plourin-lès-Morlaix
Die Liste der Monuments historiques in Plourin-lès-Morlaix führt die Monuments historiques in der französischen Gemeinde Plourin-lès-Morlaix auf.

## Liste der Bauwerke
| Bezeichnung           | Beschreibung | Standort | Kennzeichnung | Schutzstatus | Datum | Bild           |
| --------------------- | ------------ | -------- | ------------- | ------------ | ----- | -------------- |
| Kirche Notre-Dame     |              | (Lage)   | PA00090265    | Inscrit      | 1932  | weitere Bilder |
| Moulin de Coatanscour | Mühle        | (Lage)   | PA00090266    | Inscrit      | 2018  |                |

## Liste der Objekte
- Monuments historiques (Objekte) in Plourin-lès-Morlaix in der Base Palissy des französischen Kultusministeriums